# Caccodes alboterminatus
Caccodes alboterminatus es una especie de coleóptero de la familia Cantharidae.

## Distribución geográfica
Habita en México.